# Mieśkowicze
Mieśkowicze (biał. Месткавічы; ros. Местковичи) – wieś na Białorusi, w obwodzie brzeskim, w rejonie pińskim, w sielsowiecie Pleszczyce, nad Prypecią i przy drodze republikańskiej R147.
Znajduje się tu parafialna cerkiew prawosławna pw. Świętej Trójcy.

## Historia
W dwudziestoleciu międzywojennym leżały w Polsce, w województwie poleskim, w powiecie pińskim, w gminie Chojno. Po II wojnie światowej w granicach Związku Sowieckiego. Od 1991 w niepodległej Białorusi.

## Bibliografia

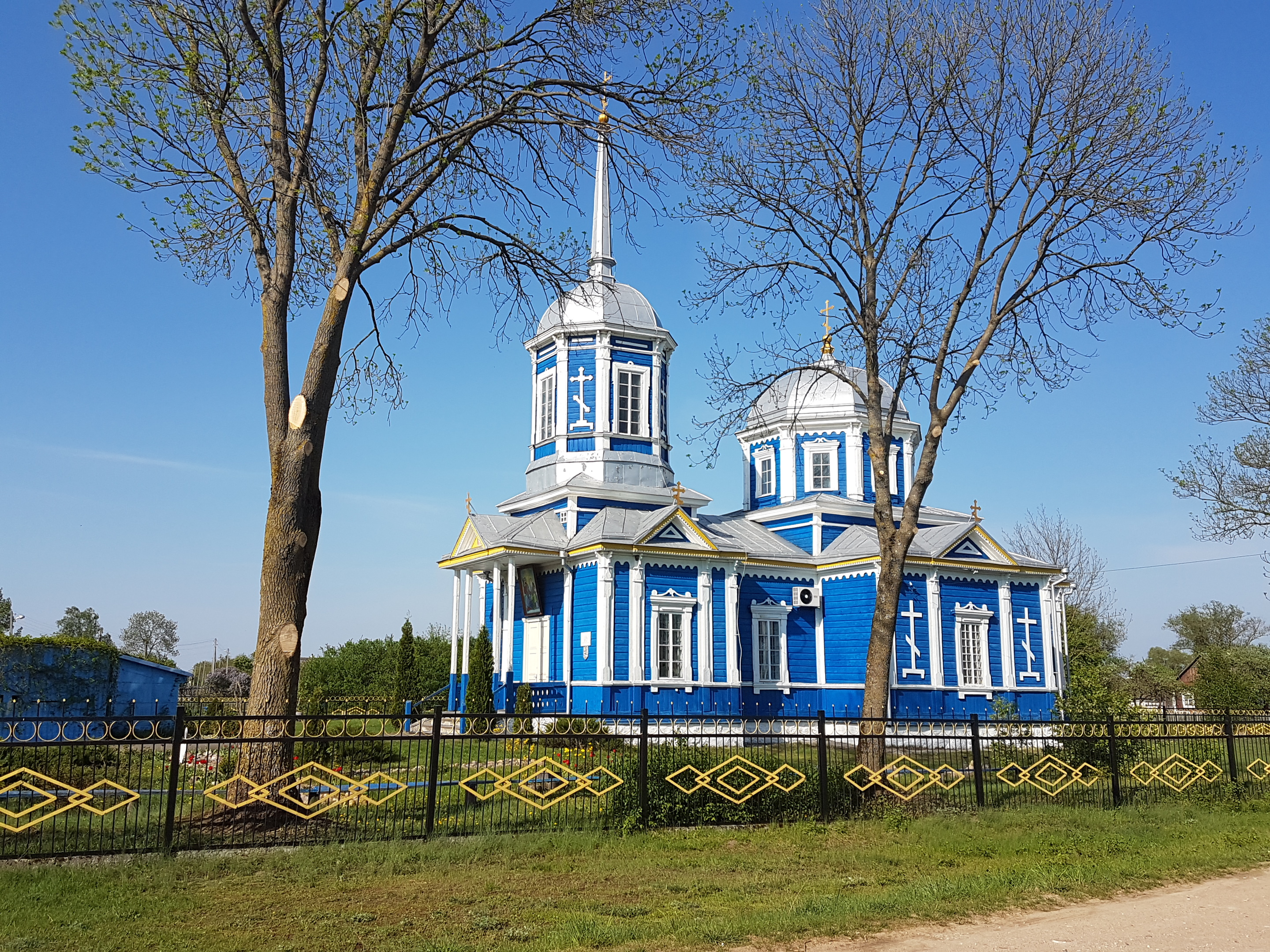
Cerkiew Świętej Trójcy z końca XIX w.